# Catapagurus danida
Catapagurus danida is een tienpotigensoort uit de familie van de Paguridae. De wetenschappelijke naam van de soort is voor het eerst geldig gepubliceerd in 2002 door McLaughlin.